# Fedtemøg
Fedtemøg (også anvendt i formen fedtmøg) er en folkelig betegnelse for en (ofte slimet og ildelugtende) masse af døde brunalger, der ligger og rådner i vandkanten og på stranden. Fedtemøg optræder især i fjorde, bugter og tilsvarende afskærmede vådområder. Forekomsten af fedtemøg ved danske kyster skyldes især landbrugets udledning af kvælstof i form af gødning, ikke mindst gylle, på markerne, som efterhånden bliver vasket ud af jorden via diverse vandløb til kysterne.
"Fedtemøg" blev valgt til Årets ord i 2024, da begrebet blev særlig anvendt i dette år som følge af, at niveauet for iltsvind i de danske fjorde blev det højeste i over 20 år.

## Fremkomst
Fedtemøg opstår, ved at algerne fæstner sig på sten, muslinger, andre alger eller tilsvarende faste genstande under vandoverfladen. De gror derpå videre til lange, tynde encellede algestrenge, der på et tidspunkt kan rive sig løs, men fortsætte væksten, mens de flyder rundt.

## Økologisk problem
Fedtemøg kan skygge for væksten af andre alger og havgræsser, så disse forsvinder, og området dermed bliver mere artsfattigt. Fedtemøg kan desuden medføre iltsvind. Hvis fjordbunden dækkes af fedtemøg, kan det blive dødeligt for små orm, krebsdyr og anden føde til fiskene, hvilket i næste ombæring gør, at fiskene forsvinder. Fedtemøget kan optræde i enorme mængder, som gør det til et både æstetisk og sundhedsmæssigt problem.

## Etymologi
Ordet fedtemøg er kendt fra de danske medier siden 1970'erne. Det stammer formodentlig fra en eller flere danske dialekter. I Jysk Ordbog omtales formen "fedtmøg" fra Samsø, og Ømålsordbogen har registreret brugen af fedt(e)møg i næsten hele sit område, dvs. dialekterne på Sjælland, Lolland-Falster, Fyn og småøerne.

## Årets ord 2024
I 2024 blev "fedtemøg" udnævnt til Årets ord af Dansk Sprognævn og sprogprogrammet Klog på Sprog på DR. Udnævnelsen skyldtes, at ordet var blevet særlig meget anvendt i løbet af året som følge af årets iltsvind, der havde nået det værste niveau i 22 år (dvs. siden 2002). Ordet vandt i den endelige finale over de to konkurrenter som Årets ord: hjemmeberedskab og neurodivergent.